# Oskar af Dalström
Oskar Johan Erik af Dalström, före adlandet 1833 Dalström, född 27 maj 1822 på Karlbergs slott i Solna socken, död 16 maj 1910 i Allingsås, var en svensk militär.

## Biografi
af Dalström var son till militären Gustaf Jacob af Dalström som adlades 1833 under namnet af Dalström  och Anna Christina Hållander. Han blev kadett vid Militärhögskolan Karlberg 1835, utexaminerades därifrån 1842, blev samma år underlöjtnant vid Älvsborgs regemente, ordonnansofficer hos kronprinsen Oscar, sedermera Oscar I 1843, stabsadjutant i 3. militärdistriktet 1844, löjtnant 1847, brigadadjutant vid svensk-norska hjälpkåren till Danmark 1848–1850 samt adjutant hos kronprinsen Karl, sedermera Karl XV, 1858 och adjutant hos Karl XV 1859. Vidare blev han 1864 major i armén, major vid Bohusläns regemente och chef för hertigens av Dalarna stab. Han tog avsked ur armén 1883.
af Dalström gifte sig 1864 med Virginia Dahlin, med vilken han fick en dotter och en son. Dottern gifte sig med Thede Dyrssen. Sonen avled som barn och ätten af Dalström utgick på svärdssidan med Oskar af Dalströms död 1910

## Utmärkelser
- 1859 – Dannebrogorden
- 1859 – Bayerska Sankt Mikaelsorden
- 1859 – Österrikiska Järnkroneorden
- 1862 – Sankt Olavs orden